# Mary Foote Henderson

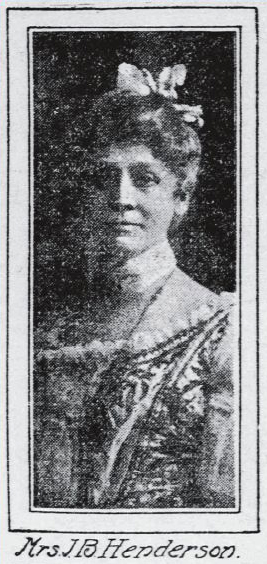
Foto de Mary Foote Henderson retirada originalmente de Washington Times em 23 de dezembro de 1904

Mary Foote Henderson (21 de julho de 1842 - 16 de julho de 1931) foi uma autora americana, activista social do estado americano de Nova York, e trabalhou no ramo imobiliário; chegou a ser conhecida como "A Imperatriz da Rua Dezesseis". Henderson foi uma notável defensora do sufrágio feminino, da temperança e do vegetarianismo.